# Ґенсь (Поморське воєводство)
Ґенсь (пол. Gęś, нім. Gans) — село в Польщі, у гміні Вицько Лемборського повіту Поморського воєводства.
Населення — 141 особа (2011).
У 1975-1998 роках село належало до Слупського воєводства.

## Демографія
Демографічна структура станом на 31 березня 2011 року:
|          | Загалом | Допрацездатний вік | Працездатний вік | Постпрацездатний вік |
| -------- | ------- | ------------------ | ---------------- | -------------------- |
| Чоловіки | 70      | 18                 | 47               | 5                    |
| Жінки    | 71      | 12                 | 44               | 15                   |
| Разом    | 141     | 30                 | 91               | 20                   |